# Michel Bégon
Ne doit pas être confondu avec son fils, Michel Bégon de la Picardière.
Michel Bégon, troisième du nom, dit le « Grand Bégon », né à Blois le 25 décembre 1638 et mort à Rochefort le 14 mars 1710, est un administrateur et officier de plume de la Marine royale. Il est intendant de l'île de Saint-Domingue de 1682 à 1685, puis de la marine au port de Rochefort à partir de 1689, et intendant de la généralité de La Rochelle en 1694.

## Biographie
Il est le fils de Michel II Bégon (1604–1683) et de Claude Viart. C'est pourquoi il est parfois appelé Michel III Bégon.
La famille de Michel Bégon appartient à la noblesse de robe, tant de justice que de finance (deux grands-oncles sont avocat et conseiller au présidial de Blois, le père et le grand-père sont receveurs des tailles). Michel Bégon devient quant à lui garde des Sceaux du présidial de Blois (1662) puis président du tribunal (1667). Il entre tardivement dans la marine (vers l’âge de 40 ans) lorsque Colbert le nomme trésorier de la marine du Levant, à Toulon (1677) : c’est le début d’une carrière heureuse.
Bégon quitte alors les rivages de la Méditerranée pour le nord-ouest du royaume : il devient commissaire général de la marine à Brest (24 novembre 1680) puis au Havre (1681). Il traverse l’Atlantique pour être intendant des îles du Vent (1er mai 1682-24 novembre 1684). À son retour des Antilles, il gagne à nouveau le Levant où il est attendu depuis le 4 novembre 1684, date de sa nomination au poste d’intendant des galères à Marseille. 
Michel III Bégon est seigneur de la Picardière et de Mirbelin (ou Murbelaix). Il possède également une terre à Saint-Pierre (Martinique), qu’il a vendue en 1684 (moment où il quitte les Antilles). Avec Bertrand d'Ogeron, il pratique aussi le commerce des épices. En 1686, il devient conseiller honoraire du Parlement d’Aix (il est alors intendant des galères à Marseille, fonction qu'il occupe du 1er mai 1685 à 1688). Le 1er septembre, il devient intendant de Rochefort (1688-13 mars 1710), succédant à Pierre Arnoul. En 1694, il obtient également l’intendance de la généralité de La Rochelle (1694-1710). Son passage à Rochefort transforme considérablement le port. Il a été, avec Colbert du Terron (1669-1674), le principal acteur du développement de Rochefort (ville et arsenal). Son épitaphe en l’église Saint-Louis de Rochefort porte : « Hanc nascentem urbem ligeam invenit / Lapideam reliquit » qui signifie « il trouva la ville naissante en bois / Il la laissa en pierre ». C’est donc l’image d’un bâtisseur qui est passée à la postérité : il a été pour Rochefort, ce que Girardin de Vauvré a été pour Toulon.
Son père lui lègue une grande bibliothèque et lui-même constitue un cabinet de curiosités. Il est un collectionneur passionné de botanique et c'est en son honneur que le naturaliste marseillais Charles Plumier, que Bégon a connu aux Antilles, a baptisé une fleur, le bégonia. S'il n'existe pas de publication de Plumier prouvant cette dénomination, Tournefort attribue à Plumier d'avoir nommé le bégonia d'après Bégon. Tournefort a peut-être eu accès à un document non publié de Plumier. Linné reprendra ensuite le nom de bégonia pour la plante. Ce cabinet comprend également des médailles et des estampes. Associé à la publication des Hommes illustres qui ont paru en France pendant ce siècle de Charles Perrault, il a alors rencontré les grands graveurs de l'époque. Il collectionne médailles et estampes et vend sa collection au roi en 1770 pour 16 481 livres et une pension de 2 000 livres sterling. Elle comprenait alors 24 746 pièces (8 133 portraits, 15 688 œuvres de maîtres, 925 cartes) et a intégré le Cabinet des estampes de la Bibliothèque royale, où elle se trouve toujours (désormais département des Estampes et de la Photographie de la Bibliothèque nationale de France).

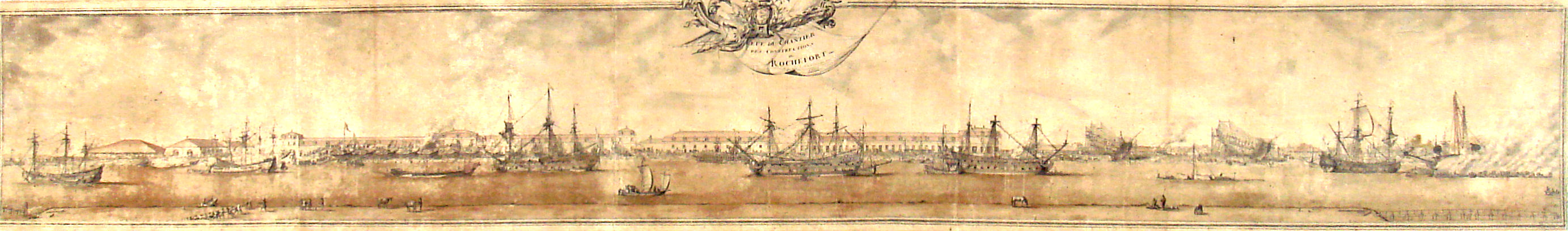
Rochefort en 1690, avec Colbert du Terron, Michel Bégon est l'un des principaux acteurs du développement de cet arsenal voulu par Colbert et le roi dans les années 1660.

## Sa famille
Michel est le cousin germain de Marie Charron, épouse de Colbert, fille de Jacques Charron, surintendant de la maison de la reine Marie-Thérèse d’Autriche, et de Marie Bégon. Il épouse Marie-Madeleine Druilhon le 16 février 1665 à Blois, fille de Pierre, maître en la Chambre des comptes de Blois. Madeleine est née à Blois, baptisée en la paroisse Sainte-Solenne, le 29 mars 1645 et décédée en la même ville, le 25 décembre 1697. Les alliances matrimoniales de leurs enfants sont heureuses pour la postérité de la famille. Son fils Michel IV épouse Elisabeth de Beauharnais (famille protégée par les Phélypeaux qui prend la direction de la marine en 1690). Sa fille Catherine épouse en 1691 Rolland Barrin, marquis de la Galissonnière (Nantes, 1646 – Poitiers, 1737). Scipion-Jérôme est nommé évêque de Toul (11 janvier 1721), sacré en l’église des Minimes à Paris (25 avril 1723) et reçu à Toul le 31 août suivant. Le dernier fils n’aura pas le même succès : Claude-Michel Bégon de la Cour (15 mars 1683-3 avril 1748), dit le « chevalier Bégon », qui ose se marier (16 novembre 1718), contre l’avis de sa famille, avec la fille du garde magasin de Montréal, Marie-Elisabeth Rocbert (27 juillet 1696-1er novembre 1755), ironiquement surnommée l’Iroquoise par sa belle-famille. Le chevalier Bégon devient major de Québec (1726), lieutenant du roi auprès du gouverneur de Montréal (1733) puis gouverneur de Trois-Rivières (1743). À la mort de son mari, Marie-Elisabeth Rocbert retourne à Montréal pour finalement s’établir à Rochefort (1749). Elle louera alors sa maison de Montréal à l’intendant François Bigot qui en fera alors le siège montréalais de son administration.

## Armoiries
| Blason | Blasonnement : D’azur au chevron, accompagné en chef de deux roses et en pointe d’un lion, le tout d’or. |